# Återvätning (hygien)
Återvätning eller yttorrhet kan användas för att beskriva den mängd fukt som till exempel en våt blöja eller inkontinensskydd avger när den utsättes för tryck, så kallad yttorrhet.
Mätningen går till så att till exempel en barnblöja vätes med en viss bestämd mängd vätska, normalt destillerat eller avjoniserat vatten med 0,9% koksalt (NaCl).
Ett absorberande skikt av till exempel absorberande papper, filterpapper eller kollagen väges och placeras på blöjan och belastas med en vikt under en viss tid. Det absorberande skiktet väges sedan igen. Skillnaden i vikt mellan det våta och torra absorberande skiktet kallas för återvätning (engelska: rewet).[källa behövs]